# Zavetišče pod Špičkom
Die Zavetišče pod Špičkom, deutsch „Schutzhütte unter Špičko“, ist ein kleiner Bergaußenposten auf 2064 m. i. J. Höhe, der am Rande des Gerölls über dem Tal des Letzten Trientes, unterhalb des Pelcev-Kamms und des Jalovec-Massivs steht. Der ehemalige italienische Außenposten wurde am 6. August 1950 in einen Bergaußenposten umgewandelt. Der neue Unterstand wurde am 3. Juli 1983 auf dem Gelände des alten errichtet. Er wird von der PD Jesenice betrieben.

## Zugänge
- 5h: von Bavšica (Bovec)
- 6–7h: von Dom v Tamarju (1108 m)
- 4h: von Koča pri izviru Soče (886 m)
- 4h: von Tičarjev dom na Vršiču (1620 m),
- 4½: von Koritniške planine (ca. 1000 m)

## Gipfel
- 2½h: Jalovec (2645 m)
- 1½h: Mali Ozebnik (2324 m)
- 1½h: Veliki Ozebnik (2480 m)